# Alhaurín el Grande
Alhaurín el Grande er en by og kommune i det sydlige Spanien i provinsen Málaga. Den har et indbyggertal på 27.647 (2024) indbyggere.